# Campionato belga di scacchi
Il Campionato belga di scacchi è un torneo che si svolge in Belgio per determinare il campione nazionale di scacchi. 
I primi campionati di scacchi del Belgio vennero organizzati a partire dal 1901 dal circolo di scacchi di Bruxelles.

Dal 1921 sono stati organizzati dalla Federazione belga di scacchi (Belgische Schaakbond /Fédération Belge des Échecs), che nel 1970 cambiò nome in Koninklijke Belgische Schaakbond /Fédération Royale Belge des Échecs.
Dal 1938 si svolge parallelamente anche il campionato femminile.

## Albo dei vincitori
| Anno | Città          | Vincitore                            |
| ---- | -------------- | ------------------------------------ |
| 1901 | Bruxelles      | Eugène Pécher                        |
| 1905 | Bruxelles      | E. E. Middleton                      |
| 1906 | Bruxelles      | E. E. Middleton                      |
| 1913 | Bruxelles      | F. H. Königs                         |
| 1921 | Bruxelles      | Nicholas Borochovitz                 |
| 1922 | Anversa        | Edgard Colle                         |
| 1923 | Gand           | George Koltanowski                   |
| 1924 | Bruxelles      | Edgard Colle                         |
| 1925 | Bruxelles      | Edgard Colle                         |
| 1927 | Gand           | George Koltanowski                   |
| 1928 | Gand           | Edgard Colle                         |
| 1929 | Anversa        | Edgard Colle                         |
| 1930 | Verviers       | George Koltanowski                   |
| 1931 | Bruxelles      | Marcel Barzin                        |
| 1932 | Bruxelles      | J. Kornreich                         |
| 1933 | Bruxelles      | Paul Devos                           |
| 1934 | Liegi          | Victor Soultanbeieff                 |
| 1935 | Anversa        | Arthur Dunkelblum                    |
| 1936 | Gand           | George Koltanowski                   |
| 1936 | Bruxelles      | Albéric O'Kelly de Galway            |
| 1937 | Bruxelles      | Albéric O'Kelly de Galway Paul Devos |
| 1938 | Namur          | Albéric O'Kelly de Galway            |
| 1940 | Gand           | Paul Devos                           |
| 1941 | Bruxelles      | Paul Devos                           |
| 1942 | Bruxelles      | Albéric O'Kelly de Galway            |
| 1943 | Bruxelles      | Albéric O'Kelly de Galway            |
| 1944 | Bruxelles      | Albéric O'Kelly de Galway            |
| 1945 | Gand           | Paul Devos                           |
| 1946 | Anversa        | Albéric O'Kelly de Galway            |
| 1947 | Ostenda        | Albéric O'Kelly de Galway            |
| 1948 | Bruges         | Paul Devos                           |
| 1949 | Bruges         | Arthur Dunkelblum                    |
| 1950 | Gand           | Robert Lemaire                       |
| 1951 | Verviers       | Albéric O'Kelly de Galway            |
| 1952 | Gand           | Albéric O'Kelly de Galway            |
| 1953 | Eupen          | Albéric O'Kelly de Galway            |
| 1954 | Bruges         | Jos Gobert                           |
| 1955 | Merksem        | Jos Gobert                           |
| 1956 | Blankenberge   | Albéric O'Kelly de Galway            |
| 1957 | Blankenberge   | Albéric O'Kelly de Galway            |
| 1958 | Blankenberge   | Alfons Franck                        |
| 1959 | Blankenberge   | Albéric O'Kelly de Galway            |
| 1960 | Gand           | Robert Willaert                      |
| 1961 | Heist          | Paul Limbos                          |
| 1962 | Bruxelles      | Robert Willaert                      |
| 1963 | Gand           | Paul Limbos                          |
| 1964 | Mechelen       | Jozef Boey                           |
| 1965 | Anversa        | Jozef Boey                           |
| 1966 | Bruxelles      | François Cornelis                    |
| 1967 | Ostenda        | Jan Rooze                            |
| 1968 | Bruxelles      | Robert Willaert Albert Vandezande    |
| 1969 | Spa            | Helmut Schumacher                    |
| 1970 | Gand           | Karl Van Schoor                      |
| 1971 | Bredene        | Jozef Boey                           |
| 1972 | Hasselt        | Friedhelm Freise                     |
| 1973 | Ostenda        | Robert Willaert                      |
| 1974 | Hasselt        | Jean Moeyersons                      |
| 1975 | Gand           | Johan Goormachigh José Tonoli        |
| 1976 | Ostenda        | Gunter Deleyn                        |
| 1977 | Ostenda        | Ronald Weemaes                       |
| 1978 | Eupen          | Richard Meulders                     |
| 1979 | Gand           | Gunter Deleyn                        |
| 1980 | Sint-Niklaas   | Alain Defize                         |
| 1981 | Sint-Niklaas   | Richard Meulders Ronny Weemaes       |
| 1982 | Zwijnaarde     | Johan Goormachtigh Thierry Penson    |
| 1983 | Veurne         | Richard Meulders Alain Defize        |
| 1984 | Huy            | Michel Jadoul                        |
| 1985 | Gand           | Richard Meulders                     |
| 1986 | Anderlecht     | Luc Winants                          |
| 1987 | Ostenda        | Robert Schuermans                    |
| 1988 | Huy            | Michel Jadoul Richard Meulders       |
| 1989 | Gand           | Richard Meulders                     |
| 1990 | Brasschaat     | Michel Jadoul                        |
| 1991 | Geraardsbergen | Richard Meulders                     |
| 1992 | Morlanwelz     | Michel Jadoul                        |
| 1993 | Visé           | Gorik Cools                          |
| 1994 | Charleroi      | Ekrem Cekro                          |
| 1995 | Geel           | Ekrem Cekro                          |
| 1996 | Geel           | Marc Dutreeuw                        |
| 1997 | Gand           | Juri Vetemaa Ekrem Cekro             |
| 1998 | Liegi          | Ekrem Cekro                          |
| 1999 | Geel           | Pieter Claesen Serge Vanderwaeren    |
| 2000 | Gand           | Vladimir Chuchelov                   |
| 2001 | Charleroi      | Mikhail Gurevich                     |
| 2002 | Borgerhout     | Alexandre Dgebuadze                  |
| 2003 | Eupen          | Geert Van der Stricht                |
| 2004 | Westerlo       | Bart Michiels                        |
| 2005 | Aalst          | Alexandre Dgebuadze                  |
| 2006 | Namur          | Shahin Mohandesi                     |
| 2007 | Namur          | Alexandre Dgebuadze                  |
| 2008 | Eupen          | Bruno Laurent                        |
| 2009 | Namur          | Mher Hovhanisian                     |
| 2010 | Westerlo       | Mher Hovhanisian                     |
| 2011 | Westerlo       | Bart Michiels                        |
| 2012 | Lommel         | Tanguy Ringoir                       |
| 2013 | Anversa        | Tanguy Ringoir                       |
| 2014 | Charleroi      | Geert Van der Stricht                |
| 2015 | Schelle        | Mher Hovhanisian                     |
| 2016 | Buetgenbach    | Tanguy Ringoir                       |
| 2017 | Niel           | Mher Hovhanisian                     |
| 2018 | Charleroi      | Mher Hovhanisian                     |
| 2019 | Charleroi      | Daniel Dardha                        |
| 2020 | Bruges         | Alexandre Dgebuadze                  |
| 2021 | Bruges         | Daniel Dardha                        |
| 2022 | Bruges         | Daniel Dardha                        |
| 2023 | Bruges         | Lennert Lenaerts                     |
| 2024 | Lierre         | Daniel Dardha                        |
| Anno | Città          | Vincitrice              |
| ---- | -------------- | ----------------------- |
| 1938 | Namur          | Marianne Stoffels       |
| 1939 | Gand           | Marianne Stoffels       |
| 1940 | Gand           | Marianne Stoffels       |
| 1941 | Bruxelles      | Elisabeth Cuypers       |
| 1942 | Bruxelles      | Marianne Stoffels       |
| 1943 | Bruxelles      | Elisabeth Cuypers       |
| 1944 | Bruxelles      | Marianne Stoffels       |
| 1945 | Gand           | Elisabeth Cuypers       |
| 1947 | Ostenda        | Spoormans               |
| 1948 | Bruges         | Simone Bussers          |
| 1949 | Bruges         | Simone Bussers          |
| 1950 | Gand           | Simone Bussers          |
| 1951 | Verviers       | Simone Bussers          |
| 1952 | Gand           | Simone Bussers          |
| 1953 | Eupen          | Simone Bussers          |
| 1954 | Bruges         | Louise Loeffler         |
| 1955 | Merksem        | Louisa Ceulemans        |
| 1956 | Blankenberge   | Louisa Ceulemans        |
| 1957 | Blankenberge   | Louisa Ceulemans        |
| 1958 | Blankenberge   | Louise Loeffler         |
| 1959 | Blankenberge   | Louise Loeffler         |
| 1960 | Gand           | Louise Loeffler         |
| 1961 | Heist          | Louise Loeffler         |
| 1964 | Mechelen       | E. Lancel               |
| 1967 | Ostenda        | Louise Loeffler         |
| 1968 | Bruxelles      | Elisabeth Cuypers       |
| 1970 | Gand           | Caroline Vanderbeken    |
| 1975 | Gand           | Brenda Decorte          |
| 1980 | Sint-Niklaas   | Simonne Peeters         |
| 1981 | Sint-Niklaas   | Simonne Peeters         |
| 1982 | Zwijnaarde     | Brenda Decorte          |
| 1983 | Veurne         | Simonne Peeters         |
| 1984 | Huy            | Simonne Peeters         |
| 1985 | Gand           | Isabelle Hund           |
| 1986 | Anderlecht     | Viviane Caels           |
| 1987 | Ostenda        | Viviane Caels           |
| 1988 | Huy            | Chantal Vandevoort      |
| 1989 | Gand           | Gina Finegold-Linn      |
| 1990 | Brasschaat     | Martine Vanhecke        |
| 1991 | Geraardsbergen | Anne-Marie Maeckelbergh |
| 1992 | Morlanwelz     | Martina Sproten         |
| 1993 | Visé           | Greta Foulon            |
| 1994 | Charleroi      | Greta Foulon            |
| 1995 | Geel           | Greta Foulon            |
| 1996 | Geel           | Snezana Micic           |
| 1997 | Gand           | Snezana Micic           |
| 1998 | Liegi          | Chantal Vandevoort      |
| 1999 | Geel           | Iris Neels              |
| 2000 | Gand           | Irina Gorshkova         |
| 2001 | Charleroi      | Irina Gorshkova         |
| 2002 | Borgerhout     | Sophie Brion            |
| 2003 | Eupen          | Irina Gorshkova         |
| 2004 | Westerlo       | Heidi Vints             |
| 2005 | Aalst          | Elena Van Hoecke        |
| 2006 | Namur          | Marijie Degrande        |
| 2007 | Namur          | Marijie Degrande        |
| 2008 | Eupen          | Wiebke Barbier          |
| 2009 | Namur          | Hanne Goossens          |
| 2010 | Westerlo       | Wiebke Barbier          |
| 2011 | Westerlo       | Anna Zozulia            |
| 2012 | Lommel         | Wiebke Barbier          |
| 2013 | Anversa        | Irina Gorshkova         |
| 2014 | Charleroi      | Astrid Barbier          |
| 2015 | Schelle        | Hanne Goossens          |
| 2016 | Buetgenbach    | Hanne Goossens          |
| 2017 | Niel           | Wiebke Barbier          |
| 2018 | Charleroi      | Hanne Goossens          |
| 2019 | Charleroi      | Sara Dierckens          |
| 2020 | Bruges         | Wiebke Barbier          |
| 2021 | Bruges         | Hanne Goossens          |
| 2022 | Bruges         | Tyani de Rycke          |
| 2023 | Bruges         | Diana Musabayeva        |
| 2024 | Lierre         | Annmarie Muetsch        |